# Museo de Arte Español Contemporáneo
Museo de Arte Español Contemporáneo (en balear y oficialmente Museu d'Art Espanyol Contemporani) es una institución cultural ubicada en Palma, Mallorca, dedicada a la promoción y conservación del arte español contemporáneo. El museo forma parte de la red de centros de la Fundación Juan March, una organización privada sin ánimo de lucro centrada en la difusión de la cultura y el arte. Su colección incluye obras de reconocidos artistas españoles del siglo XX, ofreciendo un recorrido por los movimientos y estilos más representativos del arte contemporáneo en España.

## Historia

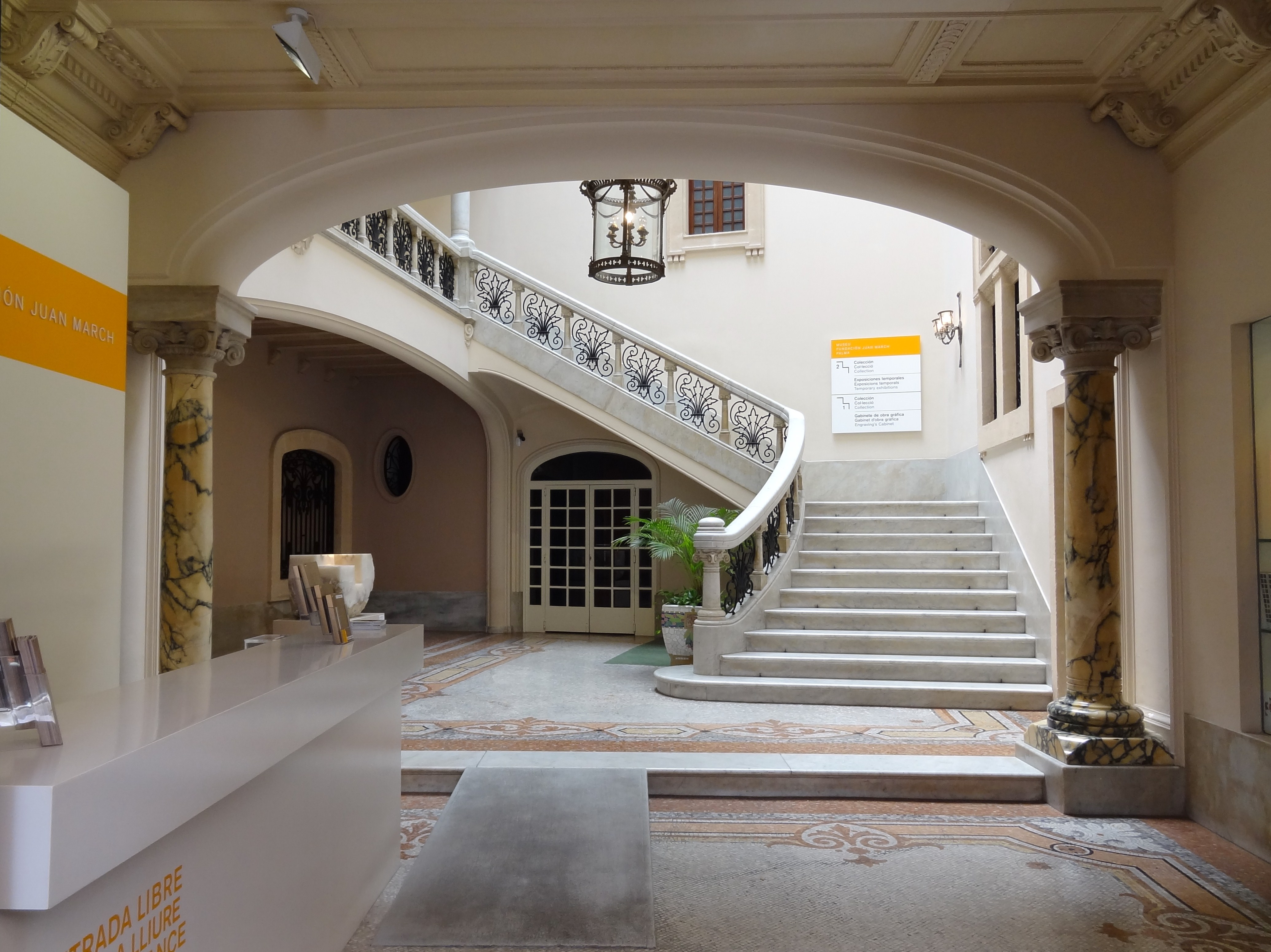
Museu d’Art Espanyol Contemporani (Museu Fundación Juan March), Carrer de Sant Miquel 11, in Palma, Mallorca, Spanien

El museo, gestionado desde 1980 por la Fundación Juan March, abrió sus puertas en 1990  bajo el nombre de “Col·lecció March. Art Espanyol Contemporani” con el objetivo de poner a disposición del público una parte significativa de su colección de arte contemporáneo español. Originalmente, la colección contaba con 36 obras de destacados artistas españoles. En 1996, pasó a denominarse Museu d’Art Espanyol Contemporani.
Ubicado en una antigua casa señorial del siglo XVII, conocida como Can Gallard des Canyar, en el corazón del centro histórico de Palma, el espacio fue restaurado en 2018 para integrar la arquitectura mallorquina tradicional con un diseño expositivo moderno y funcional y transformar el museo en un centro cultural multidisciplinar que ofreciera una gama más amplia de servicios a la ciudad de Palma y a Baleares. Estas reformas incluyeron nuevos espacios de colección, un rediseño completo de la librería-tienda, áreas de trabajo, y la integración de una biblioteca destinada a investigadores. El museo reabrió con un enfoque renovado en la programación educativa y cultural, apoyado por una nueva página web y el Canal March, un archivo audiovisual que recoge contenidos de la Fundación desde 1975.
Desde su inauguración, el museo ha buscado no solo conservar y exhibir obras de artistas consagrados, sino también fomentar la reflexión y el diálogo en torno al arte contemporáneo a través de exposiciones temporales, actividades educativas y publicaciones académicas. 

## Colección
La colección permanente del Museo de Arte Español Contemporáneo abarca obras de algunos de los artistas más importantes del siglo XX en España, como Pablo Picasso, Joan Miró, Salvador Dalí, Juan Gris, Antoni Tàpies y Eduardo Chillida, entre otros.  A través de pinturas, esculturas, dibujos y grabados, la colección ofrece una panorámica de los principales movimientos artísticos de la modernidad española, incluyendo el surrealismo, el cubismo, el informalismo y la abstracción.
Destacan especialmente las obras de Picasso, como su serie de grabados "Suite Vollard", y piezas emblemáticas de Miró que reflejan su conexión con Mallorca. También se encuentran esculturas de artistas como Julio González y obras abstractas de Equipo 57, lo que subraya la diversidad y riqueza del arte español del siglo XX. 
A lo largo de los años, se han sumado obras de escultores como Jorge Oteiza, Josep Guinovart, Baltasar Lobo y Francisco Farreras. Una de las incorporaciones recientes más destacadas es una escultura volante de gran formato creada por José María Yturralde, encargada específicamente para el patio modernista del edificio. Este espacio ahora alberga esculturas de artistas emblemáticos y ha sido convertido en una sala expositiva al aire libre. La programación de exposiciones combina los clásicos del siglo XX con artistas contemporáneos. Por ejemplo, en 2022, se presentaron exposiciones como Ángel Ferrant: a escala doméstica y Pablo Helguera: la comedia del arte. Además, la muestra Una historia del arte reciente, 1960-2020 ofreció un diálogo entre obras de la colección y artistas contemporáneos.